# Campeonato Europeo de Esgrima de 2018
El XXXI Campeonato Europeo de Esgrima se celebró en Novi Sad (Serbia) entre el 16 y el 21 de junio de 2018 bajo la organización de la Confederación Europea de Esgrima (CEE) y la Federación Serbia de Esgrima.
Las competiciones se realizaron en el pabellón SPC Vojvodina SPENS de la ciudad serbia.

## Medallistas

### Masculino
| Evento                      | Oro                                                                                  | Plata                                                                          | Bronce                                                                                |
| --------------------------- | ------------------------------------------------------------------------------------ | ------------------------------------------------------------------------------ | ------------------------------------------------------------------------------------- |
| Florete individual (16.06)  | Alexei Cheremisinov · Rusia                                                          | Daniele Garozzo · Italia                                                       | Alexander Choupenitch · República Checa · Giorgio Avola · Italia                      |
| Florete por equipos (19.06) | Timur Arslanov · Alexei Cheremisinov · Timur Safin · Dmitri Zherebchenko (R) · Rusia | Giorgio Avola · Alessio Foconi · Daniele Garozzo · Andrea Cassarà (R) · Italia | Krystian Gryglewski · Leszek Rajski · Michał Siess · Andrzej Rządkowski (R) · Polonia |
| Espada individual (17.06)   | Yannick Borel Francia                                                                | Nikolai Novosjolov Estonia                                                     | Bohdan Nikishyn · Ucrania · Richard Schmidt · Alemania                                |
| Espada por equipos (20.06)  | Serguei Bida · Serguei Jodos · Pavel Sujov · Nikita Glazkov (R) · Rusia              | Yannick Borel Alex Fava Ronan Gustin Aymerick Gally (R) Francia                | Gabriele Cimini · Enrico Garozzo · Andrea Santarelli · Marco Fichera (R) · Italia     |
| Sable individual (18.06)    | Max Hartung · Alemania                                                               | Kamil Ibraguimov · Rusia                                                       | Sandro Bazadze · Georgia · Dmitri Danilenko · Rusia                                   |
| Sable por equipos (21.06)   | Csanád Gémesi · András Szatmári · Áron Szilágyi · Tamás Decsi (R) · Hungría          | Enrico Berrè · Luca Curatoli · Luigi Samele · Aldo Montano (R) · Italia        | Max Hartung · Matyas Szabo · Benedikt Wagner · Richard Hübers (R) · Alemania          |

### Femenino
| Evento                      | Oro                                                                                  | Plata                                                                                     | Bronce                                                                     |
| --------------------------- | ------------------------------------------------------------------------------------ | ----------------------------------------------------------------------------------------- | -------------------------------------------------------------------------- |
| Florete individual (17.06)  | Inna Deriglazova · Rusia                                                             | Arianna Errigo · Italia                                                                   | Martyna Synoradzka · Polonia · Alice Volpi · Italia                        |
| Florete por equipos (20.06) | Arianna Errigo · Camilla Mancini · Alice Volpi · Chiara Cini (R) · Italia            | Inna Deriglazova · Anastasiya Ivanova · Marta Martianova · Svetlana Tripapina (R) · Rusia | Anita Blaze Astrid Guyart Ysaora Thibus Pauline Ranvier (R) Francia        |
| Espada individual (18.06)   | Katrina Lehis Estonia                                                                | Kristina Kuusk Estonia                                                                    | Julia Beljajeva · Estonia · Violetta Kolobova · Rusia                      |
| Espada por equipos (21.06)  | Marie-Florence Candassamy Auriane Mallo Coraline Vitalis Laurence Epée (R) Francia   | Renata Knapik-Miazga · Ewa Nelip · Aleksandra Zamachowska · Barbara Rutz (R) · Polonia    | Julia Beljajeva Irina Embrich Kristina Kuusk Erika Kirpu (R) Estonia       |
| Sable individual (16.06)    | Sofia Velikaya · Rusia                                                               | Cécilia Berder Francia                                                                    | Marta Puda · Polonia · Svetlana Sheveliova · Rusia                         |
| Sable por equipos (19.06)   | Svetlana Sheveliova · Sofia Velikaya · Yana Yegorian · Sofia Pozdniakova (R) · Rusia | Olga Jarlan · Alina Komashchuk · Olena Voronina · Yuliya Bakastova (R) · Ucrania          | Cécilia Berder Manon Brunet Charlotte Lembach Caroline Quéroli (R) Francia |

## Medallero
| Núm. | País            | Oro | Plata | Bronce | Total |
| ---- | --------------- | --- | ----- | ------ | ----- |
| 1    | Rusia           | 6   | 2     | 3      | 11    |
| 2    | Francia         | 2   | 2     | 2      | 6     |
| 3    | Italia          | 1   | 4     | 3      | 8     |
| 4    | Estonia         | 1   | 2     | 2      | 5     |
| 5    | Alemania        | 1   | 0     | 2      | 3     |
| 6    | Hungría         | 1   | 0     | 0      | 1     |
| 7    | Polonia         | 0   | 1     | 3      | 4     |
| 8    | Ucrania         | 0   | 1     | 1      | 2     |
| 9    | Georgia         | 0   | 0     | 1      | 1     |
| 9    | República Checa | 0   | 0     | 1      | 1     |
|      | TOTAL           | 12  | 12    | 18     | 42    |